# Rodenberg (Kürten)
Rodenberg ist ein Wohnplatz in der Gemeinde Kürten im Rheinisch-Bergischen Kreis.

## Lage und Beschreibung
Der Ort liegt abseits überörtlicher Straßen direkt an der Grenze zu Odenthal an der Großen Dhünntalsperre.

## Geschichte
Rodenberg wurde erstmals im Jahr 1385 als v. Rodenberg urkundlich erwähnt. Das Bestimmungswort leitet sich wahrscheinlich von nhd. „rot“ ab.
Die Topographia Ducatus Montani des Erich Philipp Ploennies aus dem Jahre 1715, Blatt Amt Steinbach, belegt, dass der Ort bereits 1715 als Ort mit zwei Höfen bestand und als Rodenberg bezeichnet wurde. Aus der Charte des Herzogthums Berg 1789 von Carl Friedrich von Wiebeking geht hervor, dass Rodenberg zu dieser Zeit Teil der Honschaft Bechen im gleichnamigen Kirchspiel im Landgericht Kürten war. Er benennt den Ort als Rodenberg.
Unter der französischen Verwaltung zwischen 1806 und 1813 wurde das Amt Steinbach aufgelöst und Rodenberg wurde politisch der Mairie Kürten im Kanton Wipperfürth  im Arrondissement Elberfeld zugeordnet. 1816 wandelten die Preußen die Mairie zur Bürgermeisterei Kürten im Kreis Wipperfürth.
Rodenberg gehörte zu dieser Zeit zur Gemeinde Bechen.
Der Ort ist auf der Topographischen Aufnahme der Rheinlande von 1824 als Rodenmich und auf der Preußischen Uraufnahme von 1840 als Rodenberg verzeichnet.
Ab der Preußischen Neuaufnahme von 1892 ist er auf Messtischblättern regelmäßig als Rodenberg verzeichnet.
Der 1845 laut der Uebersicht des Regierungs-Bezirks Cöln als Hof kategorisierte Ort besaß zu dieser Zeit drei Wohnhäuser. Zu dieser Zeit lebten 15 Einwohner im Rodenberg genannten Ort, davon alle katholischen Bekenntnisses.
Die Gemeinde- und Gutbezirksstatistik der Rheinprovinz führt Rodenberg 1871 mit sechs Wohnhäusern und 26 Einwohnern auf.
Im Gemeindelexikon für die Provinz Rheinland von 1888 werden sechs Wohnhäuser mit 23 Einwohnern angegeben.
1895 hatte der Ort fünf Wohnhäuser und 28 Einwohner.
1905 besaß der Ort fünf Wohnhäuser und 27 Einwohner und gehörte konfessionell zum katholischen Kirchspiel Bechen.
1927 wurden die Bürgermeisterei Kürten in das Amt Kürten überführt. In der Weimarer Republik wurden 1929 die Ämter Kürten mit den Gemeinden Kürten und Bechen und Olpe mit den Gemeinden Olpe und Wipperfeld zum Amt Kürten zusammengelegt. Der Kreis Wipperfürth ging am 1. Oktober 1932 in den Rheinisch-Bergischen Kreis mit Sitz in Bergisch Gladbach auf.
1975 entstand aufgrund des Köln-Gesetzes die heutige Gemeinde Kürten, zu der neben den Ämtern Kürten, Bechen und Olpe ein Teilgebiet der Stadt Bensberg mit Dürscheid und den umliegenden Gebieten kam.